# چاینا او برایان
چاینا او برایان (به انگلیسی: China O'Brien) فیلمی رزمی به کارگردانی رابرت کلوز محصول سال ۱۹۸۸ کشور ایالات متحده آمریکا است.